# الوین اولیوا
الوین اولیوا (انگلیسی: Elvin Oliva؛ زادهٔ ۲۴ اکتبر ۱۹۹۷) بازیکن فوتبال اهل هندوراس است.
وی همچنین در تیم ملی فوتبال زیر ۲۳ سال هندوراس بازی کرده است.